# Angelina Crow
Angelina Crow, née le 23 juin 1980 à Budapest, est une actrice de films pornographiques hongroise.

## Biographie
Angelina Crow commence sa carrière dans le porno en 2003, à l'âge de 22 ans. Très souriante, ses performances à l'écran sont toujours pour le moins énergiques, mais elle est surtout réputée pour ses capacités anales hors du commun. En l'espace de quatre ans, elle a tourné un peu plus d'une cinquantaine de films X, dont une grande majorité de gonzo anal[réf. nécessaire].
Sa performance la plus marquante est peut-être la scène issue de Ass Obsessed #3 où elle s'exhibe puis effectue une fellation à Erik Everhard en public dans les rues de Budapest[réf. nécessaire].

## Filmographie sélective
- Anal Cavity Search #2
- Anal Expedition #4
- Anal Romance
- Ass Obsessed #3
- Ass Wide Open #3
- Cum Guzzlers #4
- Cum In My Ass, Not In My Mouth #3
- Euro Girls Never Say No #3
- Gaper Maker #2
- Look What's Up My Ass #3
- Out Numbered #4
- Rocco: Animal Trainer #18-20
- Russian Institute Lesson #1-2
- Sexual Compulsion
- Sport Fucking #4
- Girls On Girls - 2003
- Puritan #47 - 2003
- Desires Of The Innocent #2 - 2003
- Look What's Up My Ass #3 - 2003
- Euro Girls Never Say No #3 - 2003
- Unleashed - 2003
- Tentazioni Perverse - 2003
- Fassinating #3 - 2003
- Russian Instiute Lesson #1 - #2 - 2004
- Sport Babes #4 - 2004
- Anal Expedition #4 - 2004
- Sexual Compulsion - 2004
- Gaper Maker #2 - 2004
- Lusty Legs #2 - 2004
- Pleasures Of The Flesh #11 - 2004
- Les Babez #2 - 2004
- Rocco: Animal Trainer #18 - 2004
- EXXXtraordinary Eurobabes #2 - 2004
- Cum In My Ass, Not In My Moutd #3 - 2004
- Ass Obsessed #3 - 2004
- Super Sluts - 2004
- Sport Fucking #4 - 2004
- Anal Romance - 2004
- Mundarbeit - 2004
- Swank XXX Teens #1 - 2004
- Fassinating #2 - 2004
- Rocco: Animal Trainer #20 - 2004
- Christoph's Beautiful Girl's #18 - 2004
- 3-Way Split (2007)
- ABC of Fucking (2009)
- All Holes Open (2008)
- All Internal 5 & 8 (2008)
- Anal Asspirations 3 (2006)
- Anal Buffet 3 (2010)
- Out Numbered 4 (2006)
- Passion of the Ass 5 (2005)
- Porn Wars 2 (2006)
- POV Centerfolds 1 (2005)
- Private Xtreme 30: Top Sex (2006)
- Puritan Magazine 47 (2003)
- Pussies On View - 2004
- Down Your Throat - 2004
- Ass Wide Open #3 - 2005
- Teen Tryouts Audition #40 - 2005
- Girl & Girl #11 - 2005
- Down Your Throat 4 - 2005
- Teenage Jizz Junkies - 2005
- Girls on girls #4 - 2005
- Double Filled Cream Teen"s #5 - 2005
- Cumfever #1 - 2005
- Anal Cavity Search #2 - 2005
- Out Numbered #4 - 2005
- Cum Guzzlers #4 - 2005
- Tic Tac Toe's - 2005
- P.O.V. Centerfolds - 2005
- The Passion Of The Ass #5 - 2005
- Sandy' club #1 - 2005
- DP Fever #3 - 2005
- Lil Lezzy Prospects #7 - 2005
- Anal Asspirations #3 - 2006
- Lesbian Fever 3 - 2006
- Lesbian First Timers - 2006
- Girls on Girls 10 - 2006
- Girl Bang - 2006
- The Party - 2007
- DP Fever 3 - 2007
- Top Wet Girls - 2008
- Hungarian Angels - 2008
- Graphic DP (2009)
- More Bang For The Buck 1 2008)

## Récompenses
- 2005: International Porn Awards Belgrade - Best New Starlet[réf. nécessaire].